# Tosale
Tosale is een geslacht van vlinders van de familie snuitmotten (Pyralidae), uit de onderfamilie Chrysauginae.

## Soorten
- T. aucta Hampson, 1897
- T. decipiens Felder & Rogenhofer, 1874
- T. fausta Druce, 1889
- T. flatalis Felder & Rogenhofer, 1874
- T. grandis Schaus, 1904
- T. oviplagalis Walker, 1866
- T. pyralioides Walker, 1863
- T. similalis Barnes & Benjamin, 1924
- T. velutina Hampson, 1906